# Ogrnuti urlikavac
Ogrnuti urlikavac (lat. Alouatta palliata) je vrsta primata iz porodice hvataša. Rasprostranjen je na području od Srednje do Južne Amerike. Naziv je dobio po gustim zlatno-crvenkastim dlakama na bokovima.

## Opis
Jedan je od najvećih srednjoameričkih majmuna. Tijelo je dugo 46-63 centimetara, dok je rep dug 55-70 centimetara. Mužjaci su dosta teži od ženki, imaju 4.5-9.8 kilograma, dok su ženke teške 3.1-7.6 kilograma. Prosječna masa mozga je oko 55.1 grama. Po većini osobina sličan je sebi srodnim vrstama, osim po obojenosti. Najveći dio krzna je crne boje, osim zlatno-crvenkastih resa na bokovima.

## Način života
Ogrnuti urlikavac je dnevna životinja koja živi na drvetu. Živi u skupinama od 10 do 20 životinja sastavljenih od mužjaka i ženki različite dobi, a neke skupine znaju sadržavati i do 40 jedinki.  Vrlo je neaktivan, rijetko se kreće. Spava ili odmara cijelu noć, te oko tri četvrtine dana. Ostatak dana uglavnom provodi tražeći hranu, a samo oko 4% dana iskorišti za međusobnu komunikaciju s članovima skupine. Takva "lijenost"  smatra se prilagodbom na niskoenergentsku prehranu.

## Ishrana
Folivoran je, hrani se uglavnom lišćem, pa su mu kutnjaci prilagođeni takvom načinu prehrane. Poprilično je izbirljiv oko listova koje će jesti, pa najčešće bira mlado lišće, jer sadrži manje toksina i lakše se probavlja. Najčešći izbor hrane su listovi biljaka iz roda smokava

## Razmnožavanje
Poligaman je; jedan mužjak može se pariti s više ženki. Razmnožavanje se može odvijati tijekom cijele godine, ne postoji određeno vrijeme parenja. Gestacija traje otprilike pola godine. Nakon rođenja, mladunac ostaje s majkom nekoliko mjeseci, pa počinje svoj samostalni život. Ženke najčešće postaju spolno zrele s 36, mužjaci s 42 mjeseca, te ženka najčešće prvog potomka dobiva s 42 mjeseca starosti. Spolno zreli mužjaci imaju bijele mošnje.

## Vanjske poveznice
- Animal Diversity Web
- Infonatura  Arhivirana inačica izvorne stranice od 24. lipnja 2009. (Wayback Machine)